# 2004年夏季残疾人奥林匹克运动会安哥拉代表团
2004年夏季残疾人奥林匹克运动会安哥拉代表团是安哥拉派出的2004年夏季残疾人奥林匹克运动会代表团。获得3枚金牌。